# Amy Meyer
Amy Meyer (19 de septiembre de 1981) es una deportista australiana que compitió en judo. Ganó dos medallas en el Campeonato de Oceanía de Judo en los años 2014 y 2015.

## Palmarés internacional
| Campeonato de Oceanía | Campeonato de Oceanía    | Campeonato de Oceanía | Campeonato de Oceanía |
| Año                   | Lugar                    | Medalla               | Categoría             |
| --------------------- | ------------------------ | --------------------- | --------------------- |
| 2014                  | Auckland (Nueva Zelanda) | Medalla de bronce     | –48 kg                |
| 2015                  | Païta (Francia)          | Medalla de plata      | –48 kg                |